# Jutjat (Santa Coloma de Cervelló)
El Jutjat, també conegut com la Casa del Secretari, és un edifici de la Colònia Güell, al municipi de Santa Coloma de Cervelló (Baix Llobregat), inclòs a l'Inventari del Patrimoni Arquitectònic de Catalunya.

## Descripció
Es tracta d'un edifici de dues plantes, a la cantonada dels carrers Aranyó i Claudi Güell, amb cantonada en xamfrà, on té l'entrada principal. L'edifici és simètric i de proporcions externes, amb tres finestres idèntiques a cadascuna de les façanes al primer pis, i tres finestres al carrer Claudi Güell i dues finestres, i una porta al carrer Aranyó. La porta però, no trenca la simetria del primer pis, car conserva la mateixa alçada i respecta l'arc de mig punt i les dues columnetes flanquejant l'entrada. Al capdamunt, i sobre cadascuna de les finestres del pis superior, hi ha tres ulls de bou cecs.
El xamfrà constitueix l'entrada principal, amb una porta amb arc de mig punt, com la resta d'obertures, i com ella amb una petita columna a cada costat. La planta noble, obre un balcó de maó amb estucs, cobert a manera de galeria d'arquets amb columnetes amb un clar aire neomedieval. Tot l'edifici està estucat imitant carreus i coronat per una ampla franja amb els emblemes de la Diputació, igual que el balcó.